# Бестобе (селище)
Бестобе́ (каз. Бестөбе) — селище у складі Степногорської міської адміністрації Акмолинської області Казахстану. Адміністративний центр Бестобинської селищної адміністрації.
Населення — 5965 осіб (2021; 6201 у 2009, 6497 у 1999, 8329 у 1989).
Розташоване за 75 км на схід від залізничної станції Аксу. Ведеться видобуток золота.